# Eystein Orre

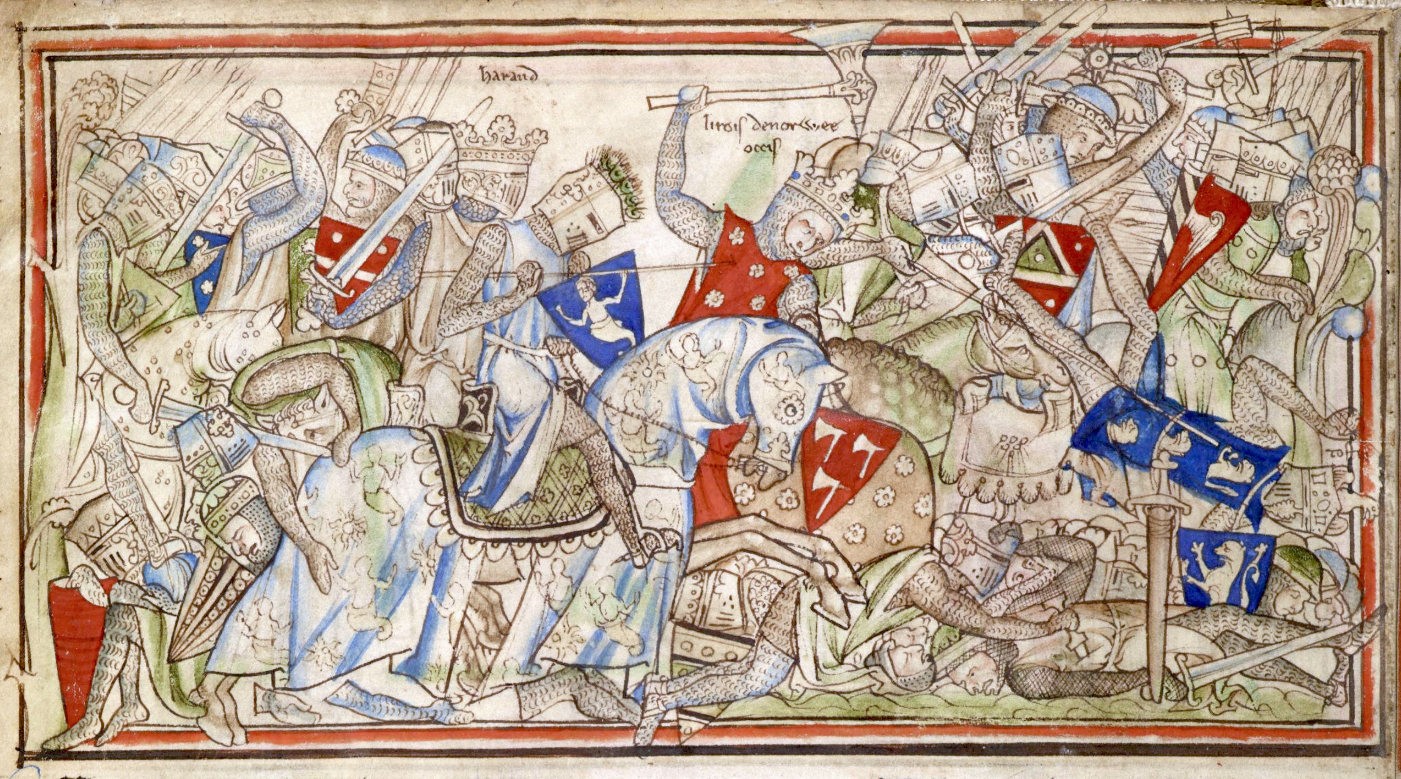
The battle of Stamford Bridge as depicted by Matthew Paris.

Eystein Orre (Altnordisch: Eystein Orri) († 25. September 1066) war ein norwegischer Adliger. Er war ein Freund und Kampfgefährte von Harald III. Sigurdsson genannt „Hardrada“, König von Norwegen (1047–1066), und zugleich dessen Schwager und vorgesehener Schwiegersohn. Er nahm an der Expedition des Königs nach England teil und zeichnete sich als Anführer der in Eilmärschen herangeführten norwegischen Reservetruppen in der Schlussphase der Schlacht bei Stamford Bridge am 25. September 1066 aus, die nach ihm „Orres Schlacht“ genannt wurde. In der Schlacht fiel jedoch nach König Harald schließlich auch Eystein Orre und auch dessen Braut Maria von Norwegen verlor am selben Tag ihr Leben.

## Herkunft
Eystein stammte aus einer der mächtigsten mittelalterlichen Feudalfamilien Norwegens, die ihren Stammsitz auf der Insel Giske (in der Provinz (Fylke) Møre og Romsdal) hatte und nach ihrem Stammvater, den norwegischen Jarl Arnmod, „Arnmödlin-Aetten“ genannt wurde. Dessen Sohn Arne Armodsson lebte im ersten Drittel des 11. Jahrhunderts und wurde durch seine Söhne Torberg Arnesson auf Giske, Finn Arnesson auf Austratt († 1062), Arne Arnesson auf Austratt († um 1065) und Kalv Arnesson († 1050) zum näheren Stammvater der Familie. Eine der Töchter Arnes, Ragnhild Arnesdatter, war mit Harek von Tjotta (in Nordland), dem Sohn des Skalden Eyvind Finsson genannt „Skaldaspillir“, verheiratet.

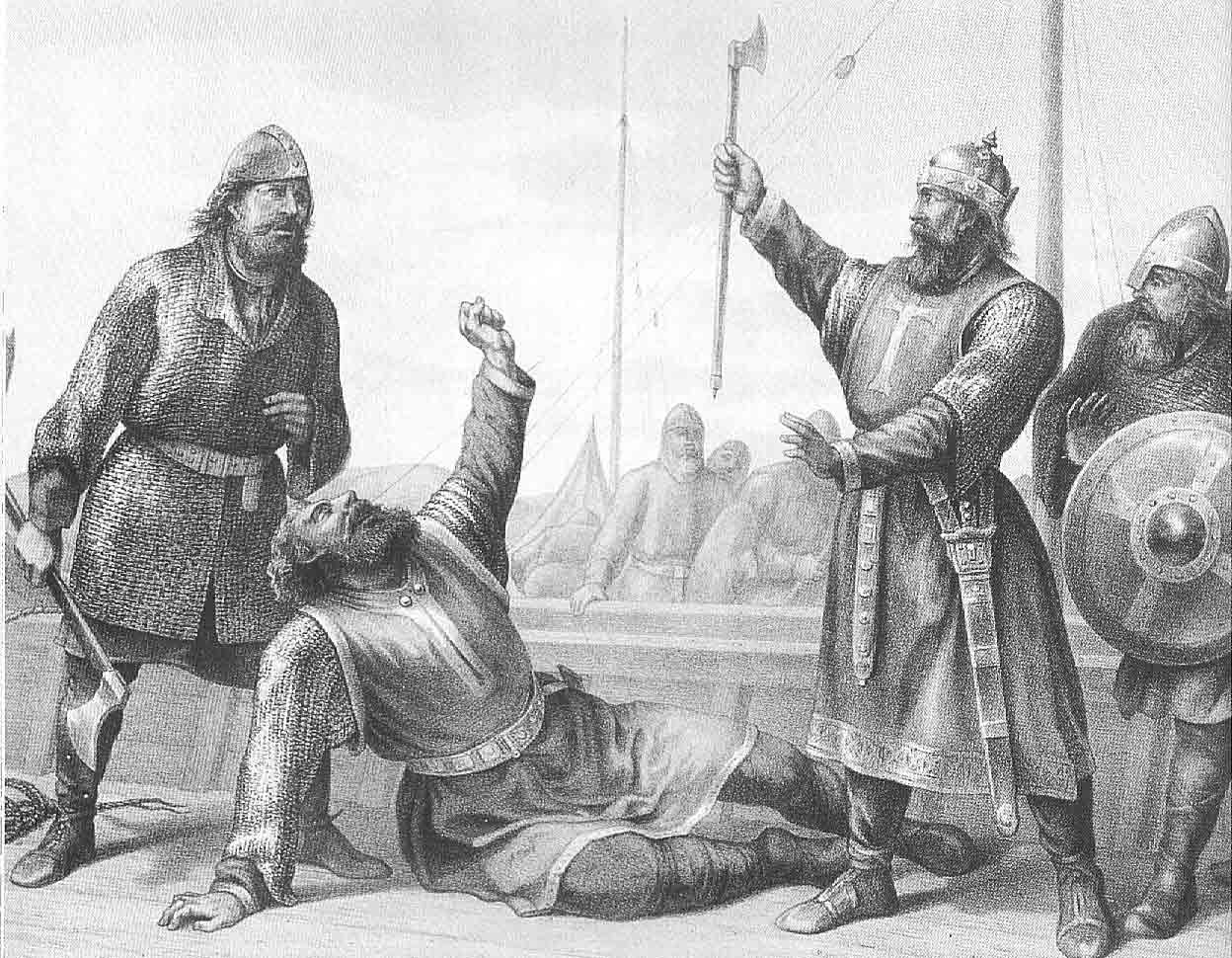
Tod von Erling Skjalgsson, des mütterlichen Großvaters von Eystein Orre:
Gemälde von Peter Nicolai Arbo

Eystein Orre war der älteste Sohn von Torberg Arnesson zu Giske aus dessen Ehe mit Ragnhild Erlingsdatter, einer Tochter von Erling Skjalgsson († 1028) aus dessen Ehe mit Astrid Tryggvesdatter. Seine Großmutter war eine Schwester von Olaf Tryggvason, König von Norwegen (995–1000), sein Großvater Erling Skjalgsson als Lokalherrscher in Sola einer der mächtigsten Männer Norwegens seiner Zeit und Gegner von Olav II., „dem Heiligen“ König von Norwegen (1015–1030).
Eystein hatte drei jüngere Geschwister
- Ogmund Thorbergsson, der mit einer namentlich unbekannten Frau den Sohn Skopti Ogmundsson von Giske († 1103) hatte, der durch seine Tochter Thora Skoptisdatter, die mit Asulf Skulesson von Rein verheiratet war, zum Vorfahren der späteren norwegischen Könige Hakon Hakonsson dem Jüngeren († 1257) und Magnus VI. Hakonsson genannt lagabætir (Gesetzverbesserer) († 1280) wurde.
- Thora Thorbergsdatter (* 1020/25, † nach 1066) war dreimal more danico (nach dänischer Sitte), d. h. ohne kirchliche Trauung, verheiratet.

1. Aus einer ersten Beziehung mit einem unbekannten Mann hatte sie den Sohn Thorer von Steig in Gudbrandstal, der Ziehvater ihres Enkels Haakon II. Magnusson war.[5]

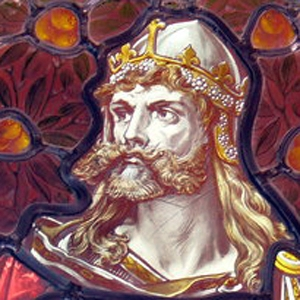
Harald III., König von Norwegen, Schwager von Eystein Orre (historisierende Darstellung in der St.-Magnus-Kathedrale in Kirkwall)

1. In zweiter Ehe heiratete sie Harald III. Sigurdsson genannt „Hardradi“, König von Norwegen (1047–1066), der dadurch zum Schwager von Eystein Orre wurde und dem sie zwei Söhne gebar:
  1. Magnus II. Haraldsson (* 1045/50; † 1069), der somit ein Neffe von Eystein Orre war und der von 1066 bis 1069 gemeinsam mit seinem Bruder Olav III. als König von Norwegen regierte und einen Sohn hinterließ:
    1. Haakon II. Magnusson genannt „Toresfostre“, der von 1093 bis 1095 als König von Norwegen regierte.

  2. Olav III. Haraldsson genannt „Kyrre“ (der Friedliche), ein Neffe von Eystein Orre, König von Norwegen (1066–1093), der durch seinen Sohn
    1. Magnus III. Olavsson genannt „Berrføtt“ (der Barfüßige) († 1103) eine dauernde Nachkommenschaft hinterließ.[6]
2. Nach dem Tod von König Harald III. ging sie um 1066 eine dritte Ehe mit Sven Estridsson, König von Dänemark (1047–1076), ein, hinterließ jedoch aus dieser Ehe keine Nachkommen.[7]

- Jorunn Thorbergsdatter, die mit dem Isländer Ulf Ospaksson genannt „Stallare“ († 1058), dem Marschall von König Harald III. Hardradi von Norwegen, verheiratet war.[8] Sie hatte zwei Kinder:

1. Jon Ulfsson „den Mächtigen“ von Rosvold, dessen Enkel Eystein Erlendsson Erzbischof von Nidaros (1157–1188) war und als Heiliger verehrt wird[9] und
2. Brigida Ulfsdatter, zu deren späteren Nachkommen Peter Brynjulfsson zu Husastad zählt, der am 9. Oktober 1226 als Erzbischof von Nidaros verstarb.[10]

## Leben
Nur dank der isländischen Sagas – insbesondere der Saga von König Harald Hardradi – sind Details über das Leben von Eystein Orre bekannt. Er wuchs jedenfalls im Kreis einer der führenden Feudalfamilien Norwegens auf, die in enger verwandtschaftlicher Beziehung zu der dort herrschenden Dynastie stand. Eysteins Stellung wurde insbesondere dadurch erhöht, dass seine Schwester Thora die Ehefrau („more danico“) von König Harald III. Hardradi war und diesem die Erben seines Königreiches – die späteren Könige Olav III. genannt „Kyrre“ und Magnus III. – geboren hatte.

### Gespaltene Loyalität in der Familie
Diese Identifizierung mit der norwegischen Dynastie war jedoch in der Familie nicht immer so selbstverständlich, da noch in der Generation von Eysteins Vater Thorberg Arnesson die Familie politisch gespalten war. Während sein Vater die Herrschaft von Olav II. dem Heiligen König von Norwegen (1015–1028) unterstützte, stand sein Schwiegervater Erling Skjalgsson auf der Seite des konkurrierenden Jarls von Lade (der Ort ist heute Stadtteil von Trondheim), Svein Hákonarson, der ein Vasall des schwedischen Königs Olav Schoßkönig (* um 980, † um 1022) war, da er mit diesem durch die Ehe seines Sohnes Aslak Erlingsson mit Sigrid Svendsdotter, der Tochter von Jarl Svein verbunden war, der von 1000 bis um 1015 als Mitherrscher von Norwegen regierte. Eysteins Verwandte kämpften daher am 25. März 1016 in der Seeschlacht von Nesjar auf verschiedenen Seiten, wobei die Partei von König Olav dem Heiligen siegreich blieb.

### Schwager und vorgesehener Schwiegersohn des Königs
Eystein Orre wurde durch die „Ehe“ seiner Schwester Thora zum Schwager und Mitglied der Familie von König Harald III. und zu einem der engsten Vertrauten und Kampfgefährten des Königs, der ihm darüber hinaus die Hand seiner Tochter Maria aus seiner Ehe mit Elisaveta Jaroslavna von Kiew († nach 25. September 1066) versprach, da Eystein der vom König am höchsten geschätzte Lehensmann war. Elisaveta Jaroslavna von Kiew war eine Tochter von Jaroslaw Wladimirowitsch genannt „der Weise“ Großfürst von Kiew (1019–1054) aus dessen zweiter Ehe mit Ingegerd Olofsdotter von Schweden († 10. Februar 1050), einer Tochter von König Olav III. Schoßkönig († um 1022) von Schweden war.

### Kampf um England
Eystein Orre begleitete daher König Harald auf seinen Feldzügen und nahm im Jahre 1066 auch an dessen Expedition zur Eroberung von England teil. König Harald III. setzte damals während seiner Abwesenheit seinen Sohn Magnus Haraldsson als Regenten ein und brach in Begleitung von Königin Elisabeth und seiner Töchter Maria – der Verlobten von Eystein Orre – und Ingegerd sowie von seinem Sohn Olav Haraldsson und Eystein Orre mit einer großen Flotte von den Solunderinseln im Sognefjord von Norwegen auf. Auf Orkney ließ er die Königin und seine Tochter Ingegerd zurück, während Maria, die Verlobte von Eystein, an Bord blieb. Der König verstärkte dort seine Armee durch die Truppen der Jarle Paul und Erlend von Orkney und segelte von dort nach England.
Nach Anfangserfolgen stieß seine Armee in North Yorkshire bei Scarborough auf Widerstand, da die Bevölkerung nicht bereit war, sich zu unterwerfen. König Harald entschloss sich daher die Stadt niederzubrennen und erreichte durch diese Härte, dass sich auch andere Städte in Northumbrien unterwarfen. Die norwegische Flotte setzte darauf ihre Fahrt entlang des Humber fort und landete am Ufer des Flusses Riccall, etwa 10 Meilen südlich von York.
Das nächste Ziel war die regionale Hauptstadt York. Dem Vormarsch des norwegischen Heeres stellte sich jedoch das in York stationierte Truppenkontingent entgegen, das von Earl Morcar von Northumbrien und dessen Bruder, Edwin, Earl of Mercia, kommandiert wurde. Es kam daher am 20. September 1066 zwei Meilen südlich von York zur Schlacht bei Fulford, wo die Norweger einen deutlichen Sieg errangen. Dies führte dazu, dass die Stadt York sich kampflos am 24. September 1066 unterwarf und Geiseln stellte.
König Harald, erfreut über den leicht erzielten Erfolg, kehrte am Abend nach dieser Unterwerfung mit seiner Armee zu den Schiffen nach Riccall zurück. Für den nächsten Tag war vorgesehen, dass er die effektive Kontrolle über die Stadt York übernehmen sollte. Da somit alles geregelt schien, nahm König Harald am Morgen des 25. Septembers nur zwei Drittel seiner Truppen mit und ließ ein Drittel unter dem Kommando von Eystein Orre; seines Sohnes Olav Haraldsson, der Grafen Paul und Erlend von Orkney bei den Schiffen in Ricall zurück. Das Wetter war besonders warm, man verzichtete daher auf die schweren Rüstungen und beschränkte sich auf die leichte Bewaffnung mit Schilden, Helmen, Speeren und Schwertern.
Bei der Annäherung an York stieß dieses Heer bei Stamford Bridge (bei East Riding of Yorkshire) statt auf die Gesandten der Stadt überraschend auf die Armee des englischen Königs Harald Godwinson, der in Eilmärschen nach Norden vorgestoßen und in der Nacht unbemerkt von den Norwegern in York eingezogen war. Angesichts der weit überlegenen englischen Armee bestand die Alternative, entweder zu den Schiffen zurückzukehren und sich dort mit dem gesamten Heer zu verteidigen, wie es Toste Godwinsson Earl von Northumbria empfahl, oder durch reitende Boten die restlichen Truppen von Riccall zum Schlachtfeld zu holen. König Harald entschied sich für die zweite Lösung und stellte sich unter seiner Flagge namens „Landverwüster“ mit seinen Truppen zur Schlacht. In der Folge entwickelte sich ein epischer Kampf, der als Schlacht von Stamford Bridge in die Geschichte einging und auch von den Skalden Arnor und Thjodolf besungen wurde. Im Zuge der blutigen Auseinandersetzung fiel König Harald Hardradi durch einen Pfeilschuss und auch Graf Toste Godwinsson.

### Orres Schlacht
Gerade in diesem kritischen Moment kam das von Eystein Orre kommandierte restliche Heer der Norweger am Schlachtfeld an. Es begann damit eine neue Phase der Schlacht, die „Orres Schlacht“ genannt wurde. Orre hatte seine voll gerüsteten Truppen im Eilschritt von den Schiffen Ricall über 10 Kilometer nach Stamford Bridge herangeführt, wodurch diese bei der Ankunft so erschöpft waren, dass einzelne zusammenbrachen. Er nahm die Fahne „Landverwüster“ von König Harald an sich und erneuerte den Kampf mit seinen Truppen, die in eine solche Kampfwut verfielen, dass sie sich ihrer schweren Rüstungen entledigten, sich in das Gefecht stürzten und die Engländer zurückdrängten. Am Nachmittag war jedoch klar, wie die Schlacht enden würde, da die Norweger nicht nur ungeschützt, sondern auch völlig erschöpft waren.
Eystein Orre fiel mit den meisten seiner Kämpfer in der Schlacht, nur wenige entkamen der Verfolgung durch die englischen Truppen und konnten sich zu den Schiffen retten, mit denen der Sohn von König Harald, Olav III. Haraldsson Jaroslaw (später König Olav III.) mit dem Rest der Truppen nach Norwegen zurückkehrte. Seine Verlobte hatte an dem Kriegszug nach England teilgenommen, denn nach dem erwarteten Sieg und der Übernahme der Herrschaft in England durch die Norweger, sollte Hochzeit gefeiert werden. Sie starb jedoch am selben Tag wie ihr Verlobter Eystein Orre und wie ihr Vater König Harald Hardradi – wohl als Opfer der englischen Truppen, die die besiegten Norweger bis zu den Schiffen in Ricall verfolgten.